# Gardner Boultbee
Pour les articles homonymes, voir Boultbee.
Jack Gardner Boultbee (23 avril 1907-1er août 1980), est un skipper canadien.

## Carrière
Gardner Boultbee participe aux Jeux olympiques d'été de 1932 à Los Angeles et remporte la médaille de bronze dans la l'épreuve 6 mètre à l'aide de l'embarcation nommé Caprice.